# Setabis
Setabis es un género de mariposas de la familia Riodinidae.

## Descripción
La especie tipo es Aricoris (setabis) myrtis Westwood, 1851, según designación posterior realizada por Scudder en 1875.

## Diversidad
Existen 20 especies reconocidas en el género, todas ellas tienen distribución neotropical.

## Plantas hospederas
Las especies del género Setabis se alimentan de plantas de las familias Annonaceae, Melastomataceae, Dilleniaceae, Clusiaceae. Las plantas hospederas reportadas incluyen los géneros Annona, Conostegia, Doliocarpus, Vismia.